# Music Sounds Better with You
Music Sounds Better with You è l'unico singolo del gruppo musicale francese Stardust, pubblicato il 20 luglio 1998 e composto da Thomas Bangalter dei Daft Punk, Benjamin Diamond e Alan Braxe.

## Descrizione
La canzone nacque per puro caso nel corso di un DJ set presso il Rex Club di Parigi; Bangalter e Braxe crearono una base sulla quale Diamond, vocalist della serata, cantò istintivamente le parole che poi sarebbero diventate il titolo della canzone. Il brano fu poi registrato nella giornata successiva presso la Daft House Productions, aggiungendo un campione del brano Fate di Chaka Khan.
Gli Stardust decisero di non portare avanti la collaborazione nonostante un'offerta da tre milioni di dollari per la produzione di un album avanzata a Bangalter da parte della Virgin.

## Il video
Il video della canzone, realizzato da Michel Gondry, racconta la storia di un bambino che costruisce un modellino di aeroplano nel corso di diversi giorni.

## Classifiche
| Classifica (1998) | Posizione massima |
| ----------------- | ----------------- |
| Australia         | 4                 |
| Austria           | 24                |
| Belgio (Fiandre)  | 18                |
| Belgio (Vallonia) | 12                |
| Canada            | 2                 |
| Francia           | 10                |
| Germania          | 26                |
| Irlanda           | 5                 |
| Italia            | 2                 |
| Norvegia          | 14                |
| Nuova Zelanda     | 8                 |
| Paesi Bassi       | 15                |
| Regno Unito       | 2                 |
| Stati Uniti       | 62                |
| Svezia            | 27                |
| Svizzera          | 7                 |